# Пищевая инженерия

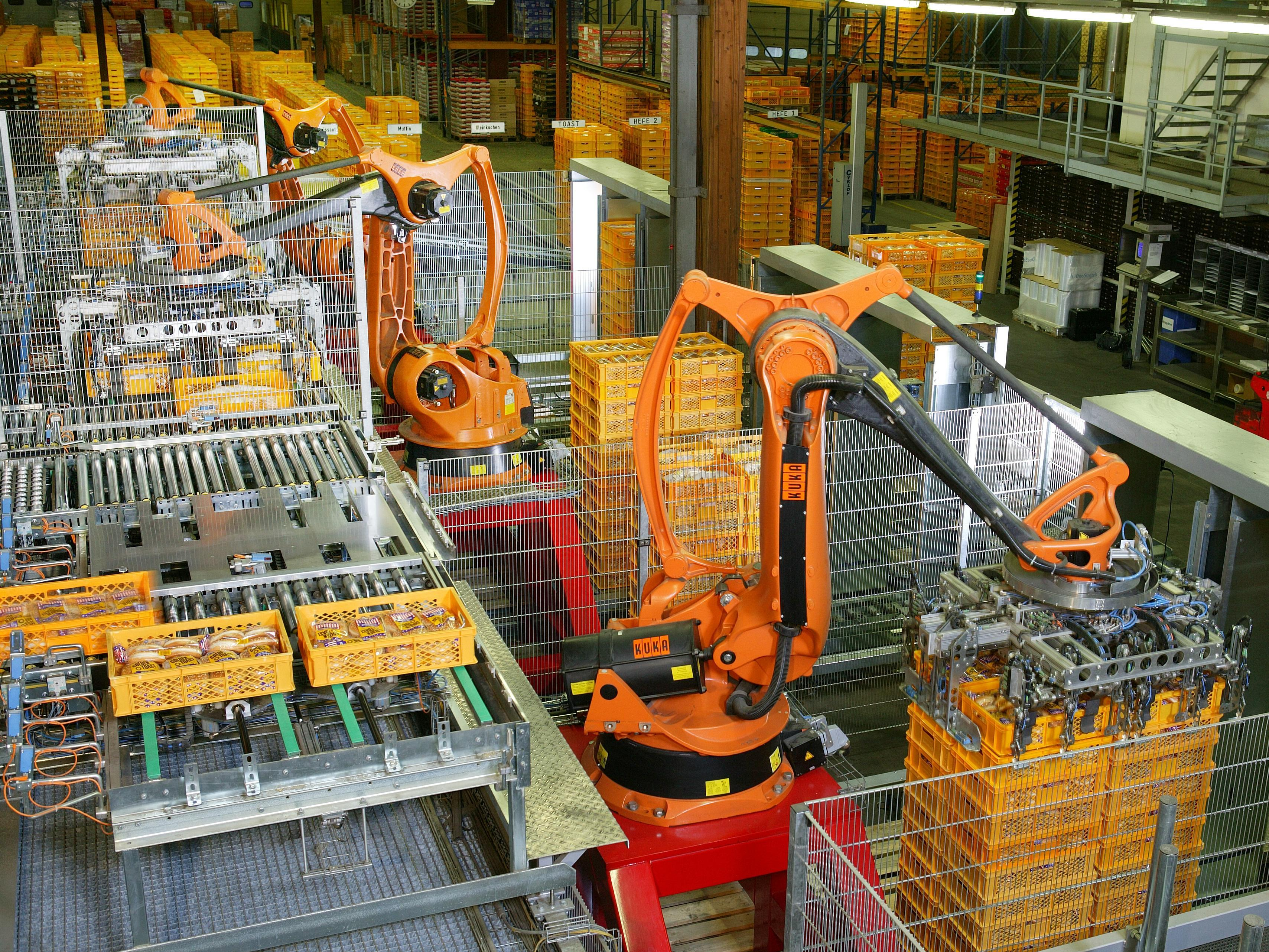
Хлебозавод в Германии

Пищева́я инжене́рия (англ. Food engineering) — междисциплинарная область прикладных физических наук, которая включает в себя исследование, получение и применение ферментов, вирусов, микроорганизмов, клеточных культур животных и растений, а также продуктов их биосинтеза и биотрансформации в сфере пищевой промышленности. В целом, понятие пищевая инженерия охватывает широкое поле деятельности: пищевые технологии, пищевая промышленность, приборостроение, ремонт и эксплуатация пищевого оборудования, упаковка, а также осуществление контроля за производством. К работе в сфере пищевой инженерии допускаются дипломированные специалисты (выпускники, получившие квалификацию инженер с нормативным сроком освоения образовательных программ при очной форме обучения 5 лет).